# Keskastel
Keskastel ist eine französische Gemeinde mit 1493 Einwohnern (Stand 1. Januar 2021) im Département Bas-Rhin in der Region Grand Est (bis 2015 Elsass).

## Geographie
Keskastel liegt im Norden des Départements Bas-Rhin am Ufer der Saar und grenzt im Norden an Herbitzheim und Sarralbe, im Süden an Schopperten und Sarre-Union.

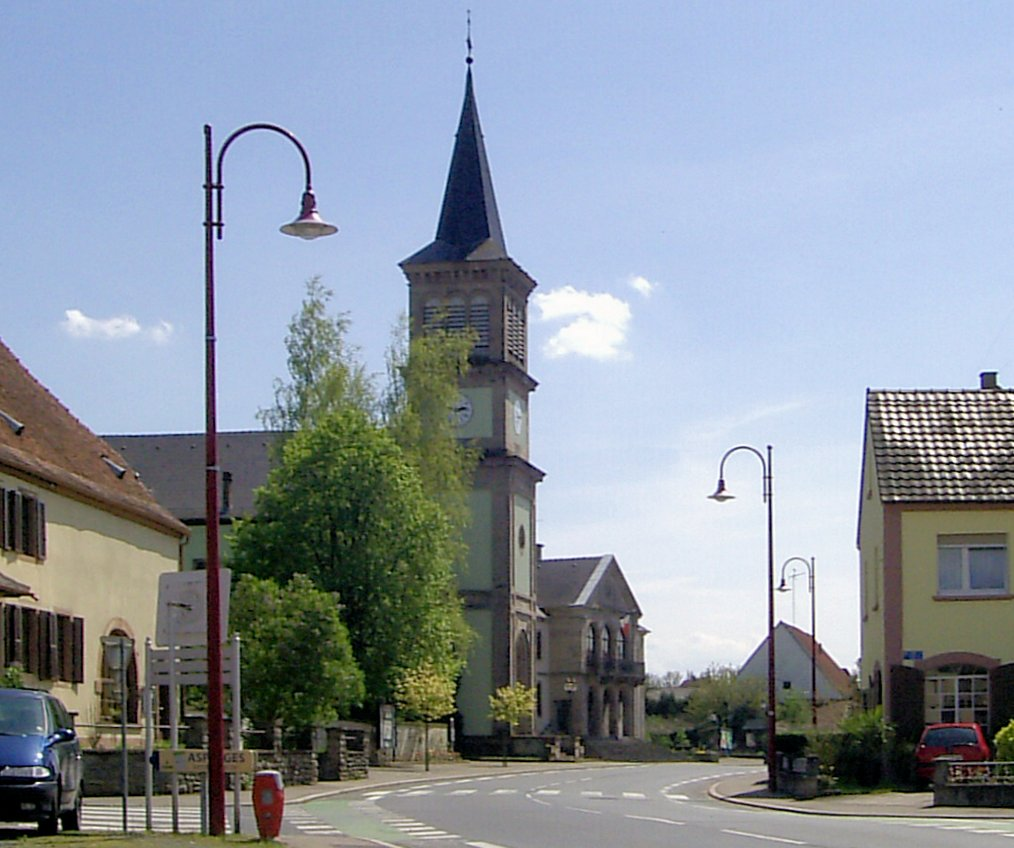
Lutherische Kirche in Keskastel

## Wappen
Wappenbeschreibung: In Gold eine gemauerte rote Zinnenmauer mit geschlossenem Tor und rechts angestellten Zinnenturm.

## Bevölkerungsentwicklung
| Jahr      | 1962 | 1968 | 1975 | 1982 | 1990 | 1999 | 2007 | 2012 | 2014 |
| Einwohner | 1306 | 1366 | 1297 | 1316 | 1362 | 1438 | 1541 | 1612 | 1557 |

## Wirtschaft und Infrastruktur

### Verkehr
Keskastel liegt an der N61 (Phalsbourg–Saarbrücken), der D338 und der D92. Der Ort grenzt an die E25, verfügt jedoch nicht über eine eigene Anbindung. Der Haltepunkt Keskastel liegt an der Bahnstrecke Berthelming–Sarreguemines.

### Tourismus
Die Gemeinde verfügt über einen eigenen Campingplatz mit Badesee und Angelmöglichkeit. Keskastel liegt am Saar-Wanderweg.